# Pensaments violents
"Pensaments violents" (títol original en anglès "Random Thoughts") és el desè episodi de la quarta temporada, i el 78è del total de la sèrie de televisió de ciència-ficció estatunidenca Star Trek: Voyager. El guió fou escrit per Kenneth Biller, i fou dirigit per Alexander Singer. Fou emès a la televisió el 19 de novembre de 1997 a la cadena UPN.
Ambientada al segle XXIV, la sèrie segueix les aventures de la tripulació de la Flota Estel·lar i els Maquis de la nau estel·lar USS Voyager després de quedar encallats al Quadrant Delta a desenes de milers d’anys llum de distància de la resta de la Federació. En aquest episodi la Voyager s'atura a un planeta alienígena. Tanmateix, els tripulants veuen embolicats en un procediment legal a causa de les accions de la tripulació, i l'han de resoldre abans de continuar. Això s'ha considerat com una exploració del que significa controlar les emocions, ja que sovint els programes tenen el format d'una obra moral en el context d'una aventura de ciència-ficció.

## Argument
La nau estel·lar de la Federació Voyager està orbitant el món natal dels Mari, una raça de telèpates. Mentre la tripulació de la nau intercanvia subministraments, els resulta difícil regatejar i negociar amb els lectors de ments Mari. Mentrestant, el tinent comandant Tuvok i l'examinadora en cap de la ciutat, Nimira, parlen de seguretat i manteniment de l'ordre. La feina de Nimira s'està tornant obsoleta, ja que no hi ha hagut violència a la societat Mari durant anys. Tuvok s'ofereix a transportar-la a bord de la Voyager per demostrar l'aplicació de la seguretat de la Flota Estel·lar. Mentre la Capitana Janeway i B'Elanna Torres negocien una bobina ressonadora, algú topa amb Torres, cosa que la fa enfadar momentàniament. Es calma, ignorant-ho com un accident. Moments després, troben l'home que havia topat amb Torres colpejant severament un altre home. Quan Janeway atura l'agressor, ell expressa sorpresa pel seu propi comportament.
Mentre és a bord de la Voyager, Nimira està desconcertada per la cel·la de la nau i el concepte d'empresonament com a forma de càstig. És cridada a la superfície per investigar l'atac i determina que el pensament furiós de Torres s'havia transmès telepàticament a l'agressor, convertint Torres en culpable. Torres i l'agressor són condemnats a sotmetre's a modificacions de memòria per eliminar el pensament. Janeway protesta, ja que això comporta el risc de danys neurològics. Aviat es produeix un altre atac violent amb el mateix record. Tuvok descobreix que el venedor de la bobina ressonadora s'ha involucrat en el comerç il·lícit de records. La memòria de Torres li havia estat robada per revendre-la, però era massa violenta per ser continguda, causant els esclats entre els Mari. A causa de les noves proves, Torres és alliberada moments abans que se li examini el cervell. Nimira està commocionada en saber que tots els pensaments de violència no han desaparegut del seu poble.
Més tard, Set de Nou insta la capitana a no visitar mons estrangers per evitar complicacions tan perilloses. Janeway rebutja aquest suggeriment, dient que la «Voyager» es va construir amb el propòsit d'exploració.

## Actors convidats
- Gwynyth Walsh - Nimira
- Wayne Pére - Guill
- Rebecca McFarland - Talli
- Ted Barba - Malin
- Bobby Burns - Frane

## Recepció
El 2017, un article a Medium va suggerir que aquest era un episodi que valia la pena de la sèrie perquè els nens el veiessin, perquè mostra la importància que una persona controli les seves emocions.
El 2020, Tor.com va qualificar aquest episodi amb un 9 sobre 10, comentant "...aquest és un episodi fort i potent de Trek que fa a la perfecció el que Trek fa millor" i va elogiar el guió, els personatges i l'actuació.

## Llançaments
El 2017, la sèrie de televisió completa Star Trek: Voyager es va publicar en una caixa recopilatòria de DVD amb característiques especials.